# Bolborhachium triunum
Bolborhachium triunum är en skalbaggsart som beskrevs av Lea 1919. Bolborhachium triunum ingår i släktet Bolborhachium och familjen Bolboceratidae. Inga underarter finns listade.